# 细叶连蕊茶
细叶连蕊茶（学名：Camellia parvilimba）是山茶科山茶属的植物。分布在中国大陆的广东等地，目前尚未由人工引种栽培。